# Estadio Alberto J. Armando
Estadio Alberto J. Armando (dawniej zwany Estadio Camilo Cichero) – stadion piłkarski w Buenos Aires, położony w portowej dzielnicy La Boca, na którym swoje mecze rozgrywa klub Boca Juniors. Znany głównie jako La Bombonera (bombonierka) ze względu na swój prostokątny kształt.
Autorem projektu stadionu był inżynier Jose L. Delpini, zaś jego uroczyste otwarcie miało miejsce 25 maja 1940. Pierwszym meczem rozegranym na tym stadionie był mecz pomiędzy Boca Juniors i San Lorenzo. Po rekonstrukcji w 1995-1996 roku stadion liczy 57 395 miejsc, zaś obecną nazwę otrzymał 27 grudnia 2000 roku. Nazwa stadionu pochodzi od byłego prezydenta klubu który obiecał rekonstrukcje stadionu kiedy został wybrany, jednakże plany rekonstrukcji były opóźniane ze względu na polityczną i ekonomiczną sytuacje w kraju.
Spośród 57 395 miejsc 37 538 to miejsca siedzące, a pozostałe 17 077 stojące. Na terenie stadionu znajduje się również muzeum – Museo de la Pasion Boquenese otwarte w 2001 roku.

## Linki zewnętrzne

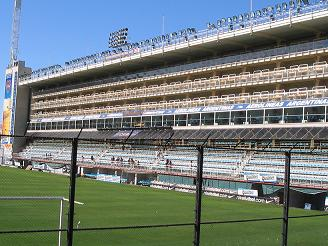
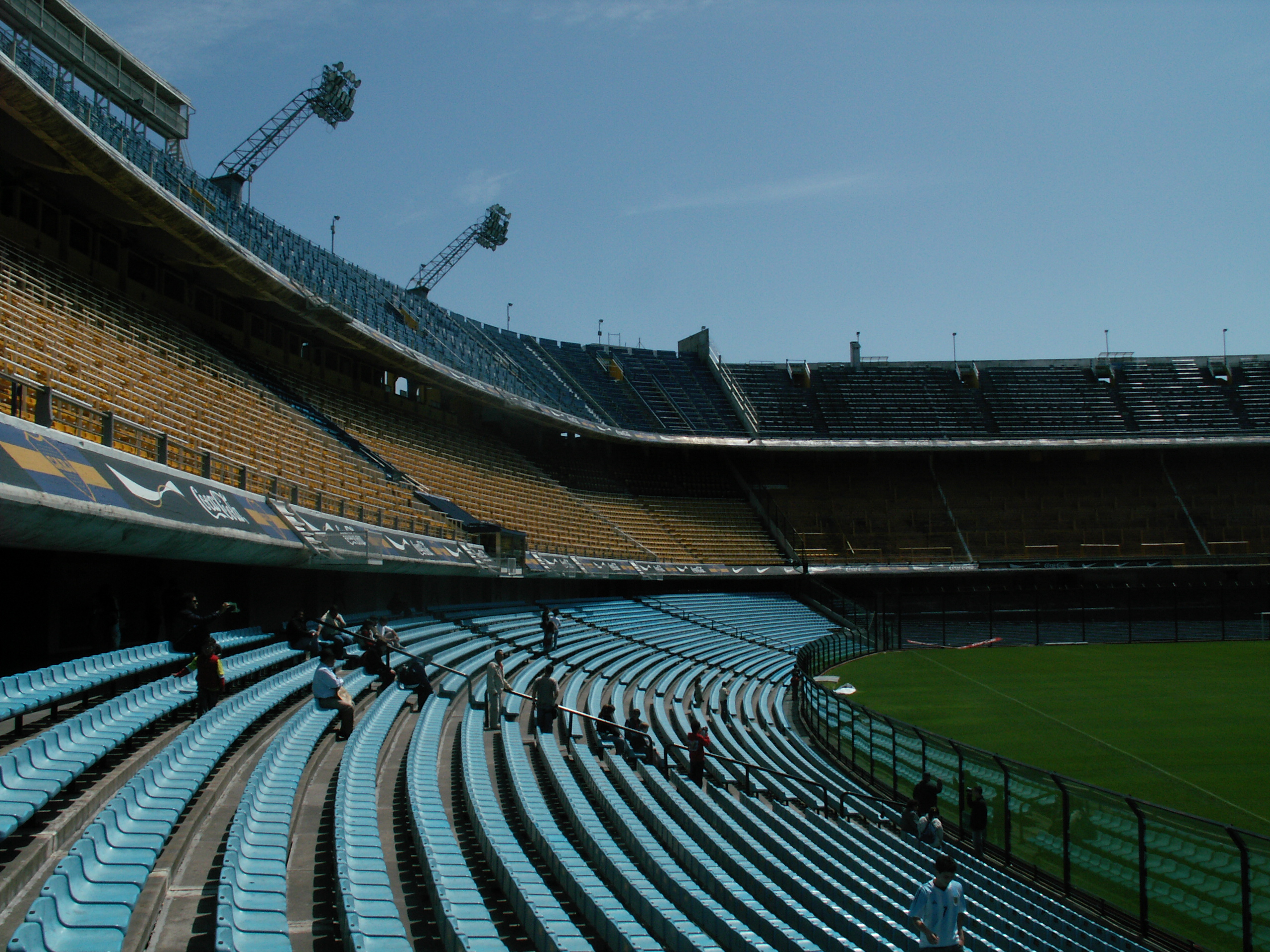
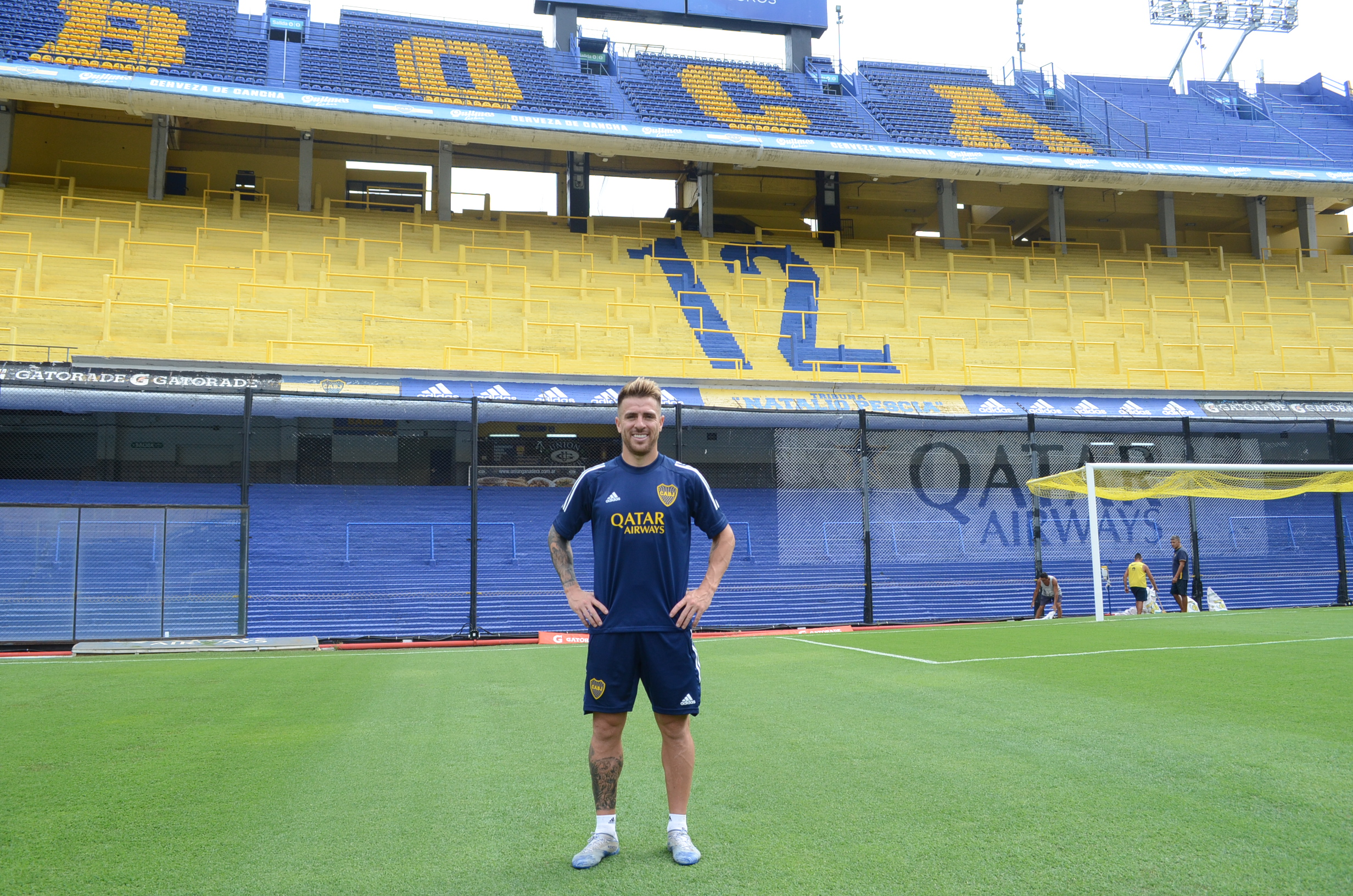
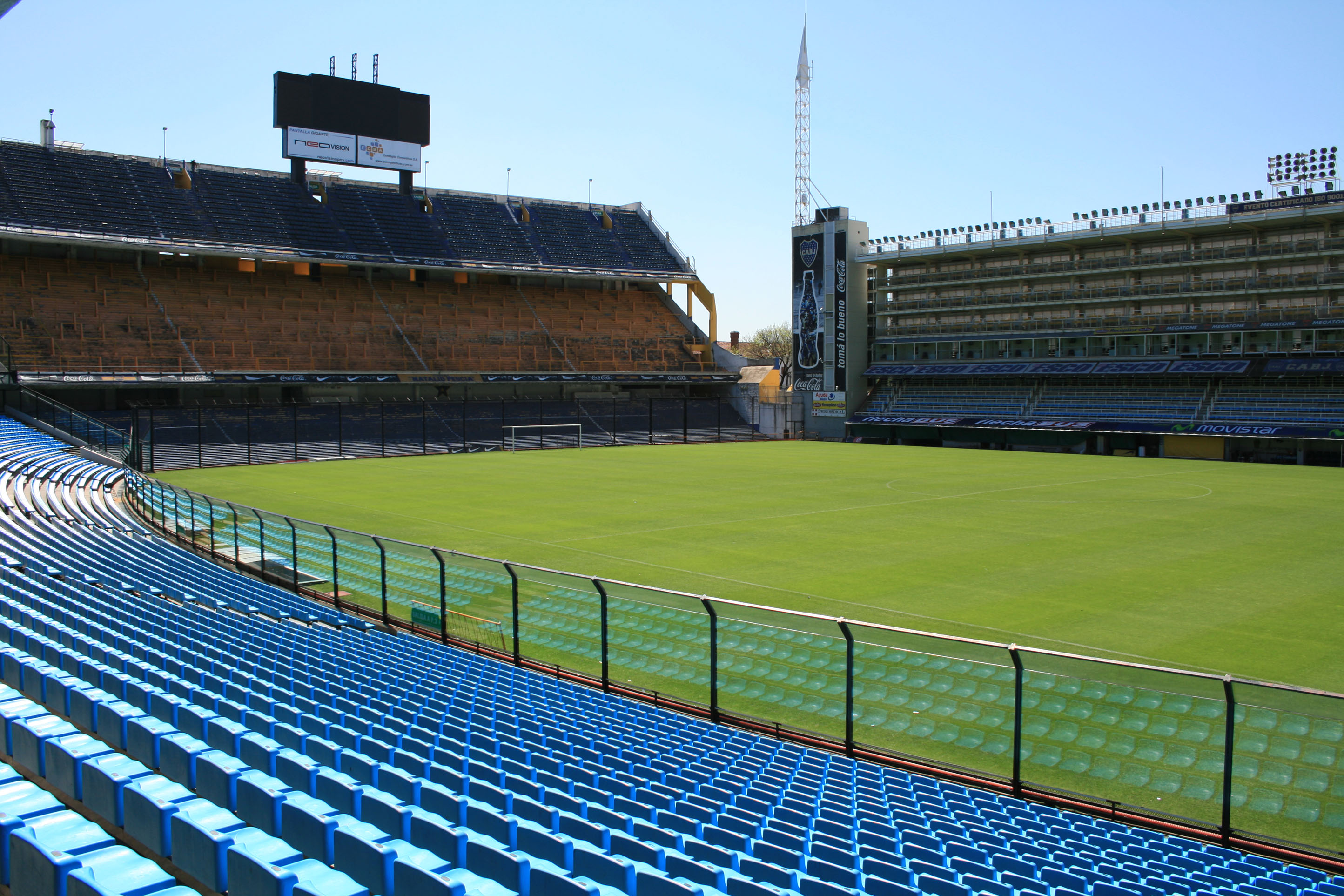
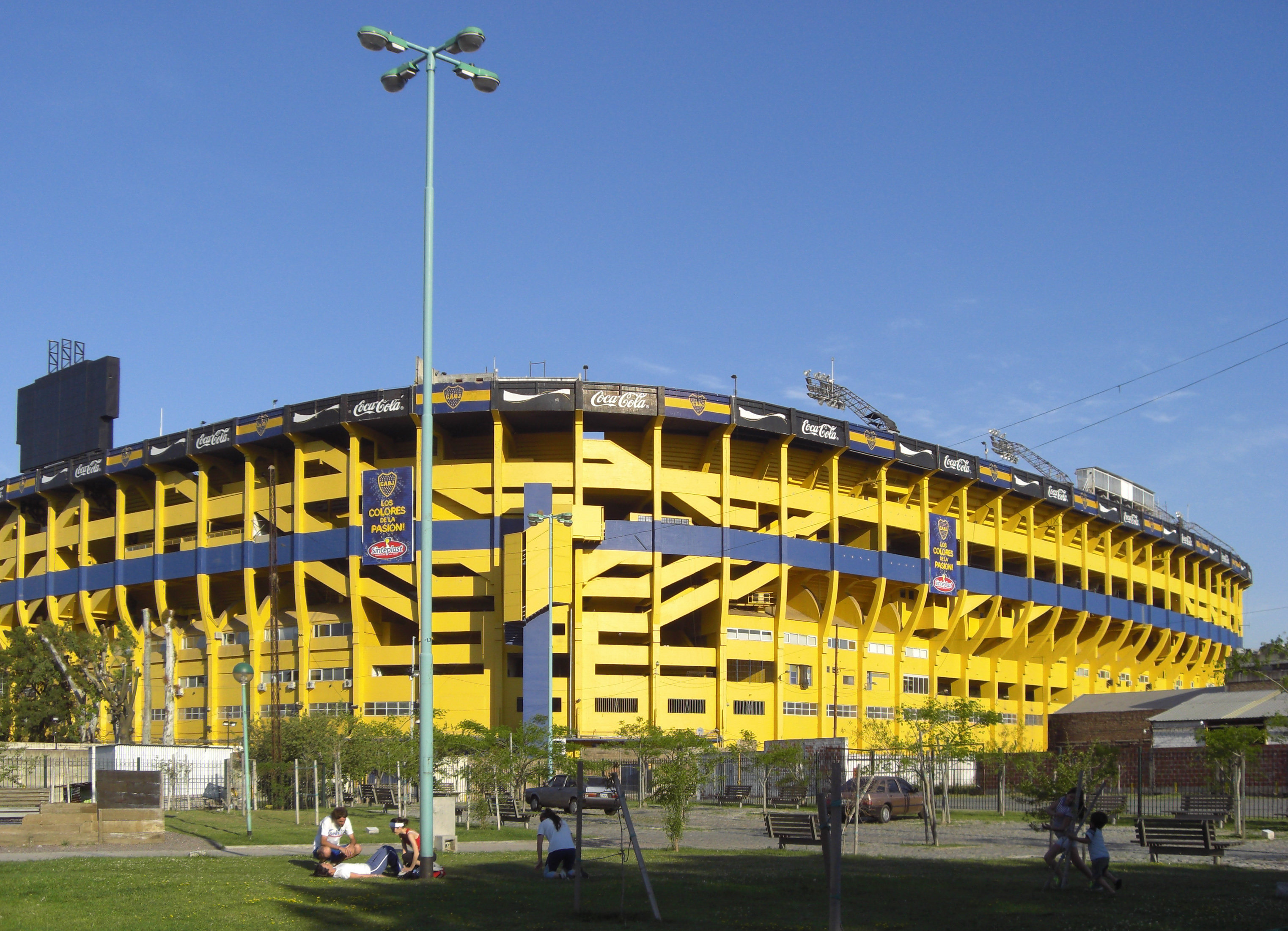